# Mario Ortíz
Mario Sergio Ortíz Vallejos, né le 28 janvier 1936 à Santiago au Chili et mort le 2 mai 2006, est un joueur de football international chilien, qui évoluait au poste de milieu de terrain.

## Biographie

### Carrière en club
Au cours de sa carrière, il remporte trois championnats du Chili et une Coupe du Chili.

### Carrière en sélection
Avec l'équipe du Chili, il joue 13 matchs (pour aucun but inscrit) entre 1956 et 1963. 
Il figure dans le groupe des sélectionnés lors de la Coupe du monde de 1962. Il ne joue aucun match lors de la phase finale de cette compétition, mais joue un match face à la Bolivie comptant pour les tours préliminaires du mondial 1958.

## Palmarès
| Palestino - Championnat du Chili (1) : - Champion : 1955. |  | Colo Colo - Championnat du Chili (2) : - Champion : 1960 et 1963. - Coupe du Chili (1) : - Vainqueur : 1958. |